# Thrill Jockey
Thrill Jockey est un label indépendant américain créé en 1992 à New York par Bettina Richards et basé aujourd'hui à Chicago.

## Débuts

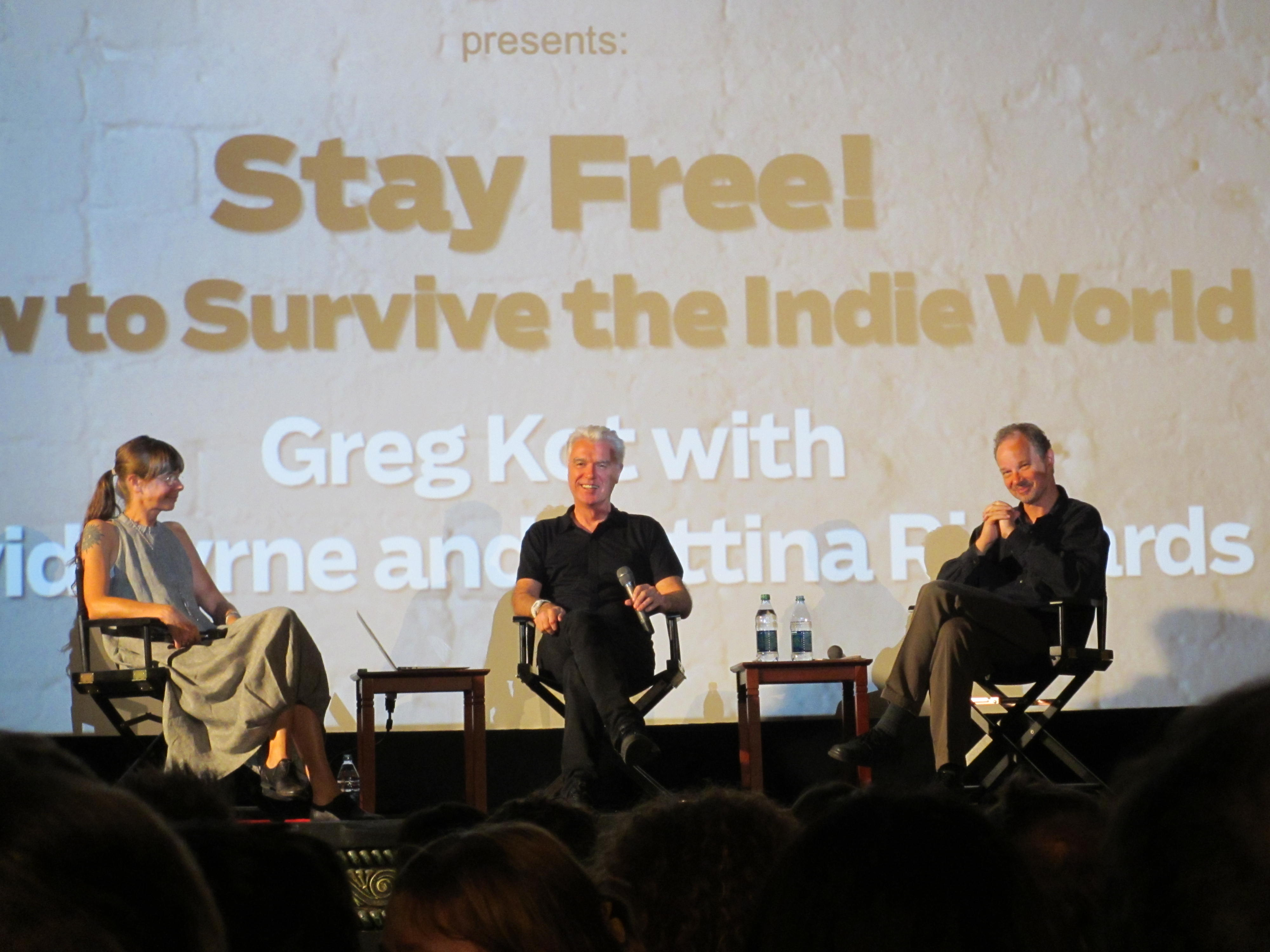
Bettina Richards sur scène avec David Byrne et Greg Kot.

Le label Thrill Jockey est né en 1992 à New York, porté par Bettina Richards qui vient de démissionner de son poste d'« Artists and repertoire » à London Records. Inspirée par d’autres pionniers de la musique alternative comme Touch and Go Records, Sub Pop, et Dischord Records, elle souhaite créer « une entreprise dont les capacités soient en phase avec les attentes des artistes ». Son capital s'élève à 35 000 dollars.
Les premières années, elle gère le label depuis son appartement, avenue C à Manhattan en travaillant en parallèle quatre jours par semaine chez un disquaire alternatif rock à Hoboken au New Jersey.
En 1995, elle déménage le label à Chicago dans l'Illinois afin de se rapprocher de son fabricant et distributeur Touch and Go et de son réseau d’artistes. « J'avais déjà travaillé avec 11th Dream Day, un groupe mythique, dont les musiciens jouent à présent dans Tortoise ou Freakwater. Il existe une vieille tradition d'expression artistique underground à Chicago, que ce soit dans le théâtre, le jazz et la musique improvisée avec l'Art Ensemble of Chicago et l'AACM, ou dans le rock ». De plus, les taxes et les loyers y sont moins onéreux qu’à New York et elle y trouve un emploi de barmaid au Rainbo qui lui permet de diriger le label sans se rémunérer pendant plusieurs années.
Elle porte toute l'activité elle-même jusqu’en 1997, de la signature des contrats aux relations avec la presse.

## Succès et résistance face à la crise du disque
Les premiers projets ambitieux du label sont les productions des disques de Tortoise, Gaunt et Freakwater. Feels Like the Third Time, deuxième album de Freakwater est le premier succès commercial. Il a d'ailleurs été réédité à l'occasion du 20e anniversaire de Thrill jockey en 2012 et il a immédiatement été épuisé. En vendant environ 100 000 exemplaires de ses derniers albums, Tortoise est la principale locomotive économique du label. Le groupe permet ainsi à d'autres projets de ne vendre que 2 000 disques pour rentrer dans leurs frais, offrant ainsi une immense liberté artistique.

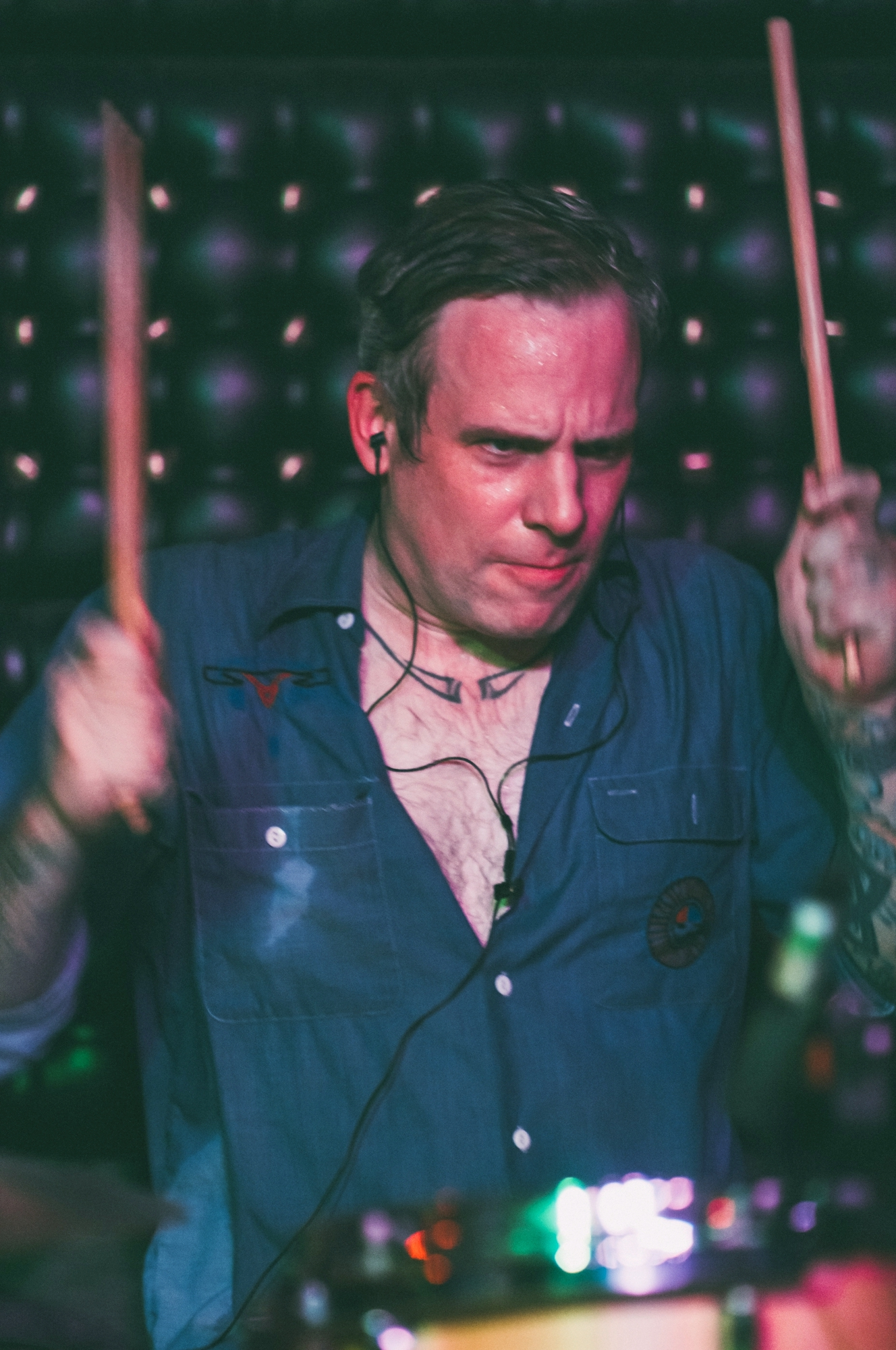
John McEntire

Thrill Jockey entretient des liens privilégiés avec John McEntire, ingénieur du son et propriétaire du studio d'enregistrement Soma à Chicago. Membre des groupes Tortoise et The Sea & Cake, il collabore avec plusieurs artistes du label et participe à la production de nombreux albums. Et cela contribue grandement à faire baisser les coûts de production.
Alors que le secteur de la musique s'effondre dans les années 1990, Thrill Jockey bénéficie d'une structure légère et de capacités à se promouvoir en ligne qui lui permettent de réagir avec créativité. Le label est ainsi l'un des premiers à proposer l'écoute gratuite, puis la vente en ligne de ses albums. Pour Bettina Richards, les choses qui ont rendu difficile la création de sa maison de disque indépendante sont les mêmes qui lui ont permis de faire face à cette baisse de revenu, comme les enregistrements à la maison par exemple.
Après avoir travaillé plusieurs années avec City Slang, le label dispose depuis 2005 d'un bureau à Londres.

## Identité
Aux débuts du label, les artistes de Chicago constituaient l'essentiel du catalogue mais il s’est rapidement élargi avec les productions des premiers albums de Gaunt (Ohio) et Trans Am (Maryland).
Thrill Jockey a une approche omnivore de la musique. Ses collaborateurs piochent dans tous les genres musicaux en partant du principe que s’ils aiment un album il y a de fortes chances qu’ils ne soient pas les seuls. De manière générale, les nouvelles signatures se font par le biais de rencontres ou le bouche à oreille.
En plus de 25 ans, Thrill Jockey a sorti des albums de genres musicaux très différents, incluant le jazz (Fred Anderson, Rob Mazurek), le métal (Liturgy), punk (Gaunt, Nerves, Bobby Conn), folk (Freakwater, Catherine Erwin, Black Twig Pickers, Jack Rose), musique électronique (Oval, Mouse on Mars, Nobukazu Takemura), et rock d'avant-garde (Eleventh Dream Day, Fiery Furnaces, A Minor Forest) du monde entier.
Interrogée par le site web Vice en 2016 sur ce qui unifie tous ces projets musicaux, Bettina Richards déclare « Des mélodies vraiment géniales et vraiment bonnes - en fait, je vais juste le dire - ce label a les meilleurs batteurs de cette putain de planète. Nos batteurs peuvent botter le cul des vôtres ».
En 2011, Thrill Jockey produit la compilation Benefit for the Recovery in Japan, en soutien aux victimes et aux secours du séisme de la côte Pacifique du Tōhokuet. Les 64 morceaux sont sélectionnés par David Daniell et James Elliott, artistes et fondateurs du label Antiopic, avec Regina Greene de Front Porch Productions, Greg Davis et Bettina Richards. L’ensemble des bénéfices est reversé à Civic Force, une organisation d'intervention d'urgence japonaise à but non lucratif.
Le nom du label vient d'une bande de délinquants dans un film de série B.

## Pochettes et illustrations
Les visuels des pochettes, disques et affiches sont réalisés par les groupes ou par des artistes qu’ils choisissent. Le label les accompagne pour obtenir un format imprimable. Certains prennent de grandes libertés comme A Minor Forest qui a sorti son album Flemish Altruism en forme de pochette de diapositive en 1996.

## Anniversaires
Thrill Jockey a pris pour habitude de célébrer ses grandes dates d’anniversaires en organisant des concerts dans plusieurs villes et en éditant ou rééditant des albums.

### 2002 – Dix ans
Thrill Jockey organise une sorte de mini festival dans quelques grandes villes avec ses artistes phares : du 5 au 7 septembre à New-York (Irving Plaza et Bowery Ballroom), les 20 et 21 septembre à Paris (La Boule noire et Élysée-Montmartre),.
La sortie du nouvel album de John Parish, How Animals Move est associée à l'événement.

### 2007 – Quinze ans
Inspiré par le Devil's Jukebox 7" produit par le label anglais Blast First en 1989, Thrill Jockey décide de sortir une édition limité d’un coffret de dix singles en proposant aux artistes de reprendre le morceau de leur choix.
Le Plum 7" Box Set est commercialisé en décembre 2007 et est rapidement épuisé.

### 2012 – Vingt ans
Pour son vingtième anniversaire, Thrill Jockey organise une série de concerts à Baltimore, Brooklyn, Chicago, Londres, Los Angeles, New York, Portland et San Francisco.
L’événement est l’occasion d’annoncer les signatures de Dan Friel et Matmos qui se produiront d’ailleurs sur scène aux côtés entre autres de Tortoise, The Sea and Cake et Trans AM dont les albums font partie de la vingtaine de rééditions,.

## Artistes membres du label
Artistes et groupes du label ayant une page sur Wikipédia :
- Black Pus
- Boredoms
- Colleen
- David Byrne
- Future Islands
- Giant Sand
- High Places
- Jimmy Martin
- John Parish
- Kid Millions
- Lightning Bolt
- Matmos
- Mouse On Mars
- Nobukazu Takemura
- Oval (groupe)
- Sidi Touré
- Sticks & Stones
- The Body & Big Brave
- The Fiery Furnaces
- The Sea and Cake
- Tom Verlaine
- Tortoise
- Tunng
- Wooden Shjips

## Albums majeurs
Thrill Jockey a produit plus de 400 albums. Plusieurs d'entre eux ont marqué l’histoire du label, que ce soit par leur succès commercial, l’accueil critique qu’ils ont reçu ou leur impact artistique. La plupart ont été réédités.
- Feels Like the Third Time, de Freakwater Thrill 010 (1993)[14],[15]
- Trans Am, de Trans Am - thrill 024 (1995), réédité en 2017[16]
- Millions Now Living Will Never Die, de Tortoise - thrill 025 (1996)[17]
- Directions In Music, de Directions - thrill 033 (1996)[18]
- 94diskont, d’Oval - thrill 036 (1996), réédité en 2017[19]
- The Unstable Molecule, d’Isotope 217 - thrill 049 (1997), réédité en 2017[20]
- TNT, de Tortoise - thrill 050 (1998)[21],[22]
- The Golden Age, de Bobby Conn - thrill 084 (2001)[23]
- Standards, de Tortoise - thrill 089 (2001)[24]